# Tarcisio Bertone

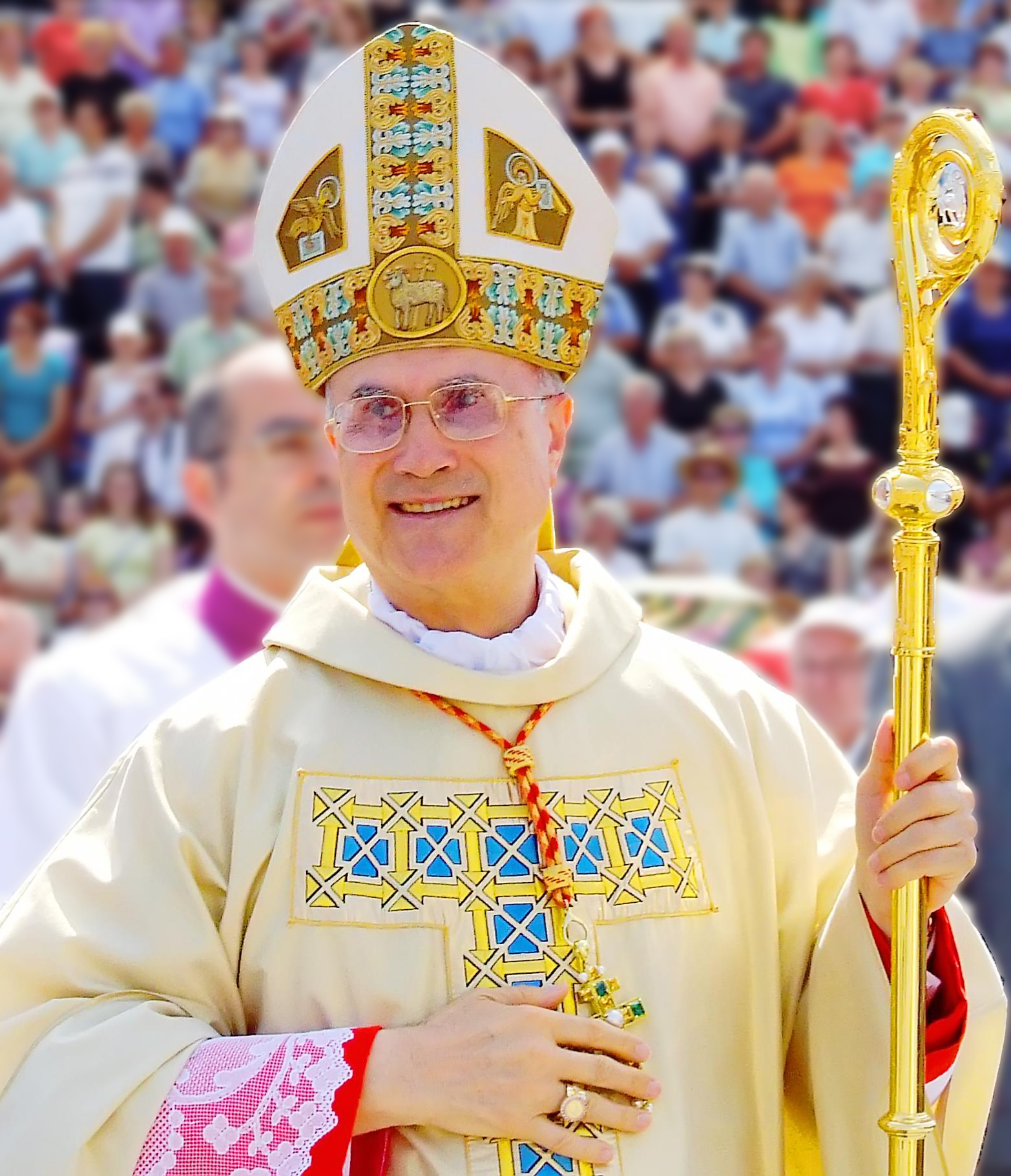
Tarcisio Kardinal Bertone 2010

Tarcisio Pietro Evasio Kardinal Bertone SDB (* 1./2. Dezember 1934 in Romano Canavese, Provinz Turin, Italien) ist ein Theologe aus dem Salesianerorden und emeritierter Kurienkardinal der römisch-katholischen Kirche. Er war vom 15. September 2006 bis zum 15. Oktober 2013 Kardinalstaatssekretär. Als Kardinalkämmerer der Vatikanstadt leitete er die kirchliche Übergangsregierung während der Sedisvakanz im Jahr 2013.
Unter dem Pontifikat von Benedikt XVI. war Bertone die rechte Hand des Papstes und zählte zu den einflussreichsten Männern im Vatikan.

## Leben

### Herkunft und Ausbildung

#### Familie und Elternhaus

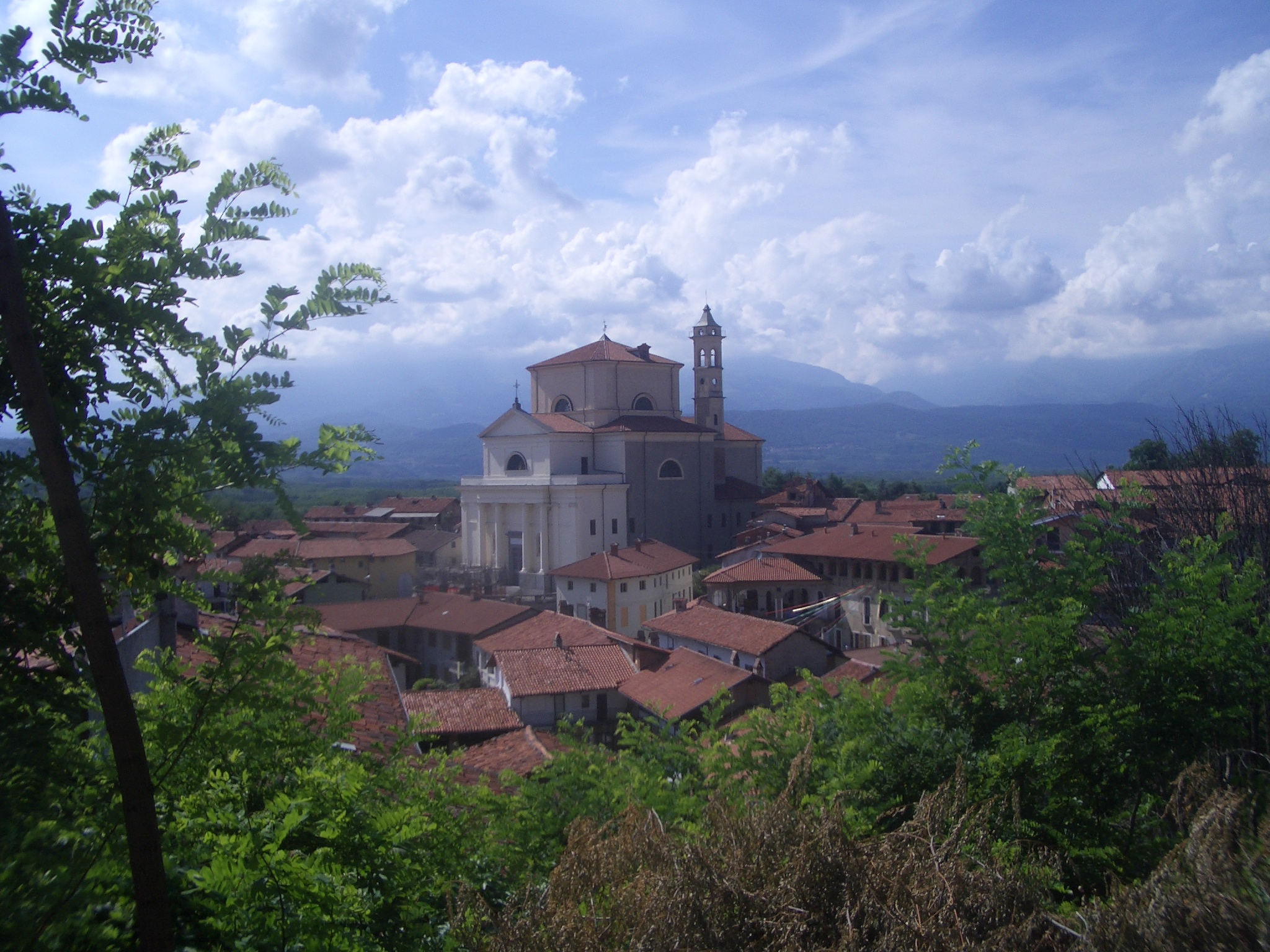
Pfarrkirche in Romano Canavese

Tarcisio Bertone wuchs als fünftes von acht Kindern von Pietro Bertone und Pierina Borio in dem Dorf Romano Canavese in der norditalienischen Region Piemont auf, ca. 40 km nördlich von Turin gelegen. Ein Bruder Giovanni verstarb als Kind, eine Schwester noch im Säuglingsalter. Sein Elternhaus in der Ortsmitte von Romano ist ein typisches herrschaftliches Bauernhaus dieser Gegend, das vom ältesten Bruder Paolo (1929–2011) bis zu seinem Tod bewohnt wurde. Die Familie, die bäuerlichen Ursprungs war, besaß Land und bewirtschaftete Weinberge im Bergland von Scarmagno. Ein Passito (Likörwein) aus der Gegend trägt noch heute ihren Familiennamen. Der Vater war außerdem Hauptorganist an der Pfarrkirche von Romano und spielte gut Klavier, was er auch seinen Söhnen Tarcisio und Valeriano beibrachte. Tarcisio Bertones jüngere Geschwister Valeriano und Mariuccia lebten 2020 noch im Canavese; seine Schwestern Rosina und Lucia sind vor 2011 verstorben. In der Familie wird er liebevoll Zio Tarci („Onkel Tarci“) genannt.
Tarcisio wurde auf Wunsch seines Vaters nach dem Schutzpatron der Katholischen Aktion benannt, dem heiligen Tarzisius. Seine Mutter engagierte sich politisch, war seit den 1920er Jahren Mitglied der Italienischen Volkspartei (PPI) und eine militante Anhängerin des Priesters und Parteiführers Don Luigi Sturzo. Später unterstützte sie die Democrazia Cristiana (DC) und war 1948 im Wahlkampf für Alcide De Gasperi aktiv.
Tarcisio war handwerklich begabt, bastelte gerne an mechanischen Apparaten und wollte als Kind eigentlich Ingenieur werden, wie seine Geschwister berichten. Mit zwölf Jahren soll er den Eltern jedoch erklärt haben, er wolle Priester werden. Er selbst erinnert sich, er habe sich für Sprachen interessiert und den Berufswunsch Dolmetscher gehabt.

#### Ordenseintritt und Studium
Zu dieser Zeit besuchte er die Mittelschule des Oratoriums im Turiner Stadtteil Valdocco, dem Mutterhaus der Ordensgemeinschaft der Salesianer Don Boscos. Zum Eintritt in den Orden entschloss er sich im Mai 1949 auf Vorschlag eines Ordenserziehers. Er verbrachte das einjährige Noviziat in Monte Oliveto bei Pinerolo, legte am 3. Dezember 1950, dem Tag nach seinem 16. Geburtstag, die ersten Ordensgelübde ab, absolvierte die üblichen Erzieherpraktika und Lehrjahre seines Ordens und studierte in Turin an der Salesianerfakultät Philosophie und Theologie. Am 1. Juli 1960 empfing er in Ivrea die Priesterweihe durch den damaligen Ortsbischof Albino Mensa (1916–1998). Anschließend blieb er zunächst in Turin, wo er das Lizentiat im Fach Theologie mit einer Arbeit über Toleranz und Religionsfreiheit erwarb.
Die Jahre 1961 bis 1965 verbrachte er in Rom mit weiteren Studien am damals noch provisorischen römischen Sitz des Atheneum Salesianum, der Salesianerhochschule, wo er im Fach Kirchenrecht mit einer rechtshistorischen Arbeit über „die Leitung der Kirche im Denken von Benedikt XIV. (1740–1758)“ promovierte. Die Eröffnungszeremonie des Zweiten Vatikanischen Konzils am 12. Oktober 1962 erlebte er persönlich mit. Aus der Nähe verfolgte Tarcisio Bertone besonders das spannende Geschehen um die Entstehung der Erklärung Dignitatis humanae über die Religionsfreiheit, sein Lizenziatsthema. Die täglichen Konzilsberichte in den römischen Zeitungen erwarteten die jungen Priester mit großer Ungeduld und es gab organisierte Begegnungen mit Konzilsvätern. Mit Studienkollegen besuchte er auch Vorträge von Hans Küng sowie Versammlungen der konservativen Gruppe der Konzilsväter, an deren Strategiebesprechungen man sie nach Hinweis auf ihren Lehrer Alfons Maria Stickler SDB teilnehmen ließ, der Konzilssachverständiger war.
Als prägende Lehrer nennt Bertone unter anderen die Salesianer und späteren Kardinäle Antonio María Javierre Ortas (Ekklesiologie) und Rosalio José Castillo Lara (Strafrecht) sowie vor allem seinen Doktorvater und Mentor, den österreichischen Rechtshistoriker Alfons Maria Stickler, der als Rektor des Athenaeums den schrittweisen Umzug der Salesianerhochschule nach Rom ab 1961 organisierte. Bertone selbst kehrte nach seinem Doktorat zunächst nach Piemont zurück und wurde Lehrer für Moraltheologie am Salesianerkonvikt von Bollegno bei Ivrea.

### Lehrtätigkeit, Bischofs- und Kurienämter

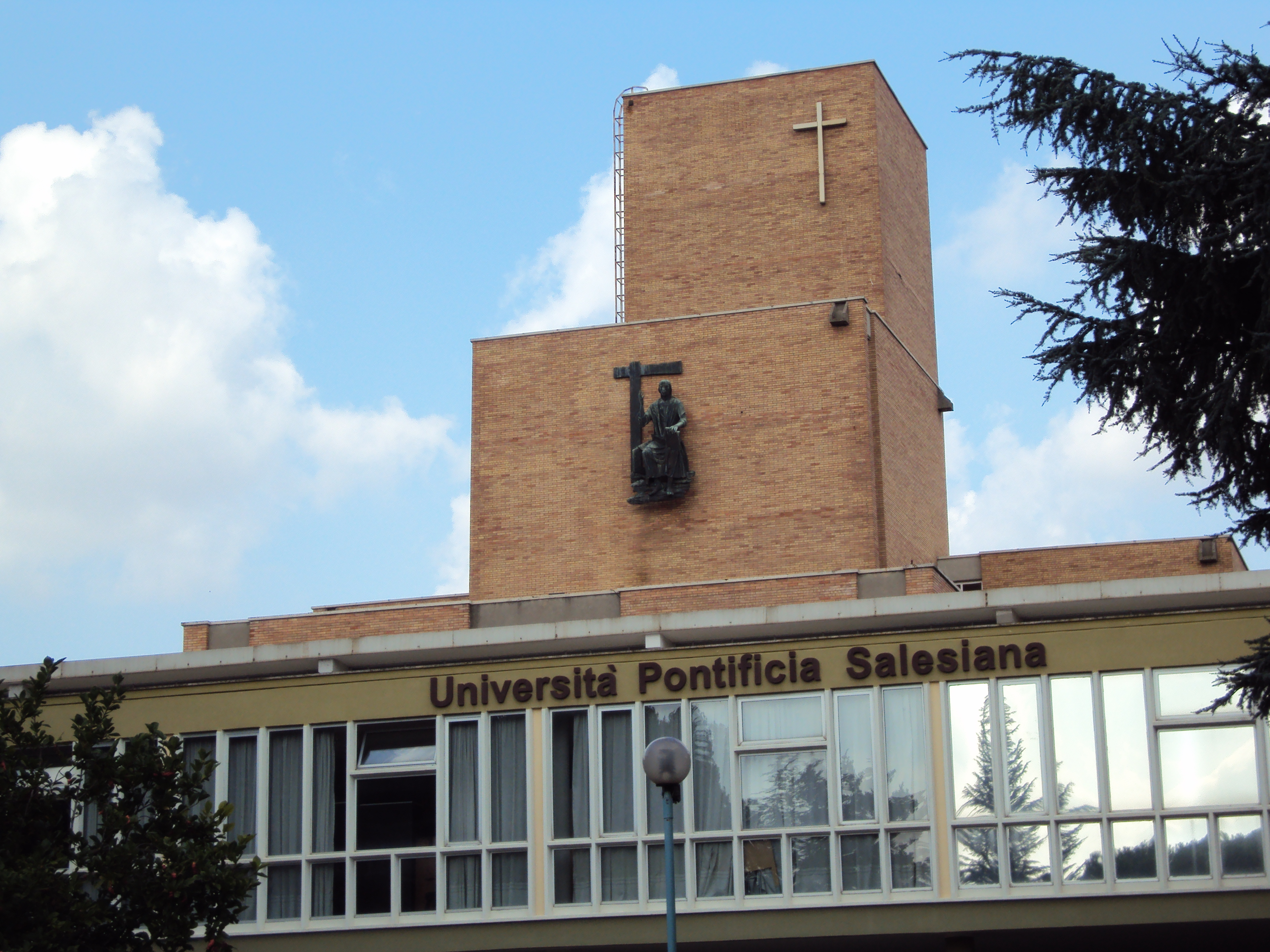
1965 eröffneter Sitz der UPS in Rom

#### Universität der Salesianer
1967 wurde Tarcisio Bertone auf den Lehrstuhl für Spezielle Moraltheologie an der Hochschule der Salesianer in Rom berufen, die 1973 von Papst Paul VI. zur Päpstlichen Universität erhoben wurde. Bertone, der noch heute als „Verfechter des Lebensschutzes“ gilt, beteiligte sich mit Publikationen auch an den Debatten über den Schwangerschaftsabbruch in den 1970er Jahren. Von 1974 bis 1976 war er zugleich Ausbildungsdirektor der Theologiestudenten seines Ordens, später wurde er Ortsoberer der Salesianerkommunität an der Universität. Als Nachfolger des plötzlich verstorbenen belgischen Kanonisten Gustave Leclerc SDB lehrte er von 1976 bis 1991 Kanonisches Recht an der Salesianeruniversität und übernahm die Leitung der kirchenrechtlichen Fakultät. Im Rahmen der pädagogischen Schwerpunktsetzung der Hochschule gehörten auch „Jugendrecht“ sowie „Recht und Organisation der Katechese und Jugendpastoral“ zu seinen Lehrfächern. 1987 wurde er Vizerektor, von 1989 bis 1991 amtierte er als Rektor der Universität. Ab 1978 war er zusätzlich als Dozent für Staatskirchenrecht an der Lateranuniversität tätig. Außerdem wirkte er als Seelsorger in mehreren römischen Pfarreien, wo er sich auch in der theologischen Erwachsenen- und Weiterbildung engagierte. Neben Lehrwerken schrieb er politische Artikel in der Zeitschrift Terza Fase, dem Organ der Forze nuove, einer christsozial ausgerichteten Strömung innerhalb der Democrazia Cristiana, mit deren Führungsgestalt Carlo Donat-Cattin († 1991) Bertone über den Ehemann seiner Schwester Mariuccia, den piemontesischen Politiker Giovanni Sado (1933–2019), verbunden und eng befreundet war. Auch den christdemokratischen Politiker Giorgio La Pira (1904–1977), den er bewunderte, lernte er persönlich kennen.

#### Revision des CIC
In den 1980er Jahren arbeitete Tarcisio Bertone in der Schlussphase der Revision an der Neufassung des kirchlichen Gesetzbuches Codex Iuris Canonici (CIC) mit und leitete im Auftrag der italienischen Bischofskonferenz die Arbeitsgruppe zur Übersetzung des CIC ins Italienische. In diesem Zusammenhang setzte er sich intensiv für die Umsetzung des neuen Kirchenrechts in den Ortskirchen ein und besuchte Hunderte italienischer Diözesen, um den Praktikern das neue Gesetzbuch vorzustellen und zu erläutern. Schon in dieser Zeit war er als Berater für verschiedene Behörden und Dikasterien des Heiligen Stuhls tätig, insbesondere für die Glaubenskongregation, zu deren Konsultor er 1984 ernannt wurde. Auch mit der Abfassung des 1990 promulgierten Gesetzbuchs der Orientalischen Kirchen (CCEO) wurde Bertone von Joseph Ratzinger beauftragt, der ab 1982 als Präfekt der Glaubenskongregation in Rom war. 1989 gehörte Bertone zur Arbeitsgruppe der IFCU-Rektoren, in der die Apostolische Konstitution Ex corde ecclesiae über die Identität und Mission der katholischen Universitäten erarbeitet wurde. Dieses Dokument, das besonders in den USA erwünscht war, spielte 2012 eine Rolle in dem Konflikt um die Universität von Lima.

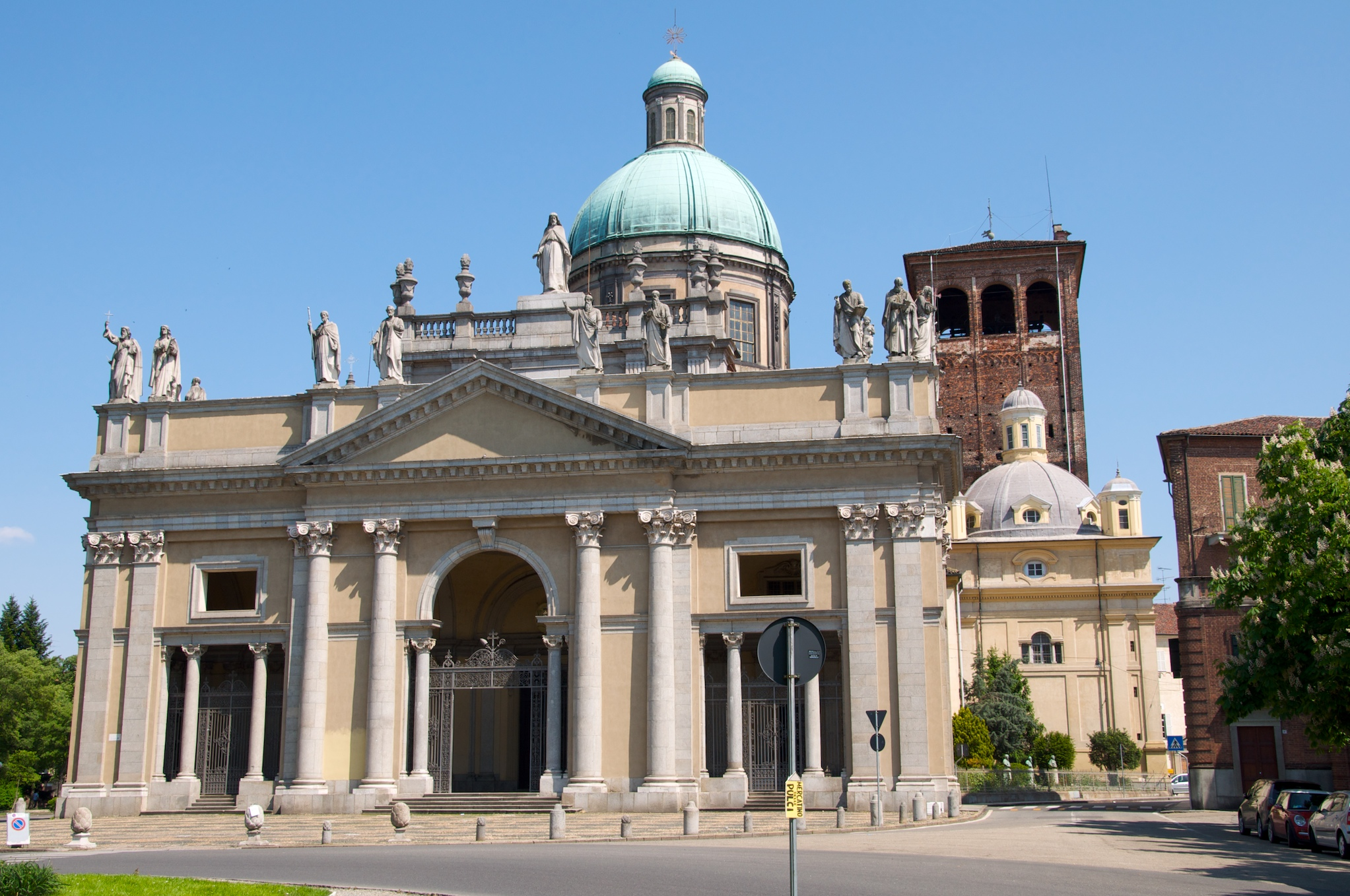
Der Dom Sant’Eusebio in Vercelli

#### Erzbischof von Vercelli
1988 war Bertone bei der Ermöglichung des Dialoges mit dem abtrünnigen Erzbischof Marcel Lefebvre, um die sich Papst Johannes Paul II. damals unter der Federführung Joseph Kardinal Ratzingers bemühte, diesem eine wichtige Hilfe, wie Ratzinger später bekannte. 1990 unternahm er eine Studienreise nach Hongkong und Peking. Im gleichen Jahr nahm er im Auftrag von Staatssekretär Agostino Casaroli an den Versammlungen der vom Europarat geschaffenen Venedig-Kommission teil. Am 4. Juni 1991 ernannte ihn der Papst zum Erzbischof der Erzdiözese Vercelli, des ältesten Bischofssitzes von Piemont, den er bis 1995 innehatte. Die Bischofsweihe spendete ihm am 1. August 1991 sein Vorgänger im Amt, Erzbischof Albino Mensa; Mitkonsekratoren waren der Bischof seines Heimatbistums Ivrea, Luigi Bettazzi, sowie der Bischof von Casale Monferrato, Carlo Cavalla. Als Erzbischof intensivierte Bertone die kirchlichen Beziehungen zu der in Vercelli ansässigen Universität Ostpiemont. Er förderte die Mission des Erzbistums in Isiolo in Kenia, die er mehrfach besuchte, und weihte am 4. Februar 1996 (sechs Tage vor der Ernennung seines Nachfolgers Enrico Masseroni) zusammen mit Jozef Tomko den später ermordeten italienischen Missionar Luigi Locati zum ersten Bischof für das Gebiet. Am 28. Januar 1993 wurde er von der Bischofskonferenz zum Vorsitzenden der Italienischen Kommission Justitia et Pax („Gerechtigkeit und Frieden“) berufen, einem für Fragen christlicher Gesellschaftsethik und Verantwortung zuständigen kirchlichen Beratungsgremium auf nationaler Ebene.

#### Sekretär der Glaubenskongregation
Vom 13. Juni 1995 bis Jahresende 2002 war Tarcisio Bertone Sekretär der von Kardinal Ratzinger geleiteten Kongregation für die Glaubenslehre. In dieser Zeit übernahm er in dessen Auftrag weitere, oftmals schwierige Missionen, zum Beispiel im Fall des abgefallenen Erzbischofs Emmanuel Milingo, der durch Bertones mehrjährige Begleitung zunächst erfolgreich zur Wiedereingliederung in die katholische Kirche bewegt werden konnte und mit dem er sich anfreundete. Eine andere Mission war seine Reise nach Tschechien zur Untersuchung der heimlichen Priesterweihen verheirateter Männer, die unter den Bedingungen der kommunistischen Diktatur in der Tschechoslowakei stattgefunden hatten. Auch bei der Enthüllung des dritten Geheimnisses von Fatima im Jahr 2000 agierte Bertone als rechte Hand des bayerischen Kurienkardinals.
Tarcisio Bertone begleitete Kardinal Ratzinger im Mai 1996 zu einer Begegnung mit Vertretern der lateinamerikanischen Bischofskonferenzen ins mexikanische Guadalajara und im Februar 1999 auf einer Reise nach Nordamerika und Ozeanien, auf der sie mit dem damaligen Erzbischof von San Francisco, William Joseph Levada, zusammentrafen, der von Ratzinger im Jahr darauf zum ordentlichen Mitglied der Glaubenskongregation berufen und im Jahr 2005 selbst zum Glaubenspräfekten ernannt wurde.
Während seiner Zeit bei der Kongregation entstanden in der Glaubensbehörde eine Reihe bedeutender kirchlicher Dokumente, als bekanntestes die Erklärung Dominus Iesus (2000) über die Einzigkeit der Kirche. Auch in dem maßgeblich von der Glaubenskongregation vorbereiteten päpstlichen Motu proprio Ad tuendam fidem (1998), mit dem die Pflicht der Katholiken zum Glaubensgehorsam kirchenrechtlich verschärft und mit Strafbestimmungen belegt wurde, lässt sich Bertones Handschrift erkennen. Im Sommer 1997 veröffentlichte die Glaubenskongregation eine neue Verfahrensordnung für Lehrüberprüfungen umstrittener Theologen. Durch die neue Möglichkeit der Rechtsberatung und Rechtsverteidigung für die Betroffenen und eine reguläre Einbeziehung der Ortsbischöfe sollte nach Aussage des Vatikansprechers Joaquín Navarro-Valls „mehr Transparenz und Rechtssicherheit“ geschaffen werden. Weitere Projekte, an denen Bertone mitarbeitete, betrafen die ab 2001 realisierte Neufassung der Normen über die Untersuchung und Ahndung schwerster kirchenrechtlicher Vergehen (Normae de gravioribus delictis) und die am 16. Januar 2003 veröffentlichte Note über das Verhalten der Katholiken im politischen Leben.
Als Sekretär unterzeichnete Tarcisio Bertone zusammen mit Joseph Ratzinger auch die nach Meinung von Kirchenkritikern brisante Instruktion vom 18. Mai 2001, mit der vatikanische Geistliche zu strengem Stillschweigen gegenüber allen „Außenstehenden“ (darunter fallen auch Richter und Staatsanwälte) über innerkuriale Angelegenheiten verpflichtet wurden, das sogenannte segreto pontificio. Diese Instruktion wurde später mit den Geschehnissen um das Verschwinden des Kindes Emanuela Orlandi im Jahr 1983 in Verbindung gebracht. Das Dokument wurde auch in den Diskussionen über die im Frühjahr 2010 erhobenen Vertuschungsvorwürfe genannt. Zum Nachfolger Bertones als Sekretär der Kongregation für die Glaubenslehre wurde im Dezember 2002 mit Angelo Amato wiederum ein Salesianer und sehr enger Vertrauter Kardinal Ratzingers ernannt.

#### Kardinal von Genua

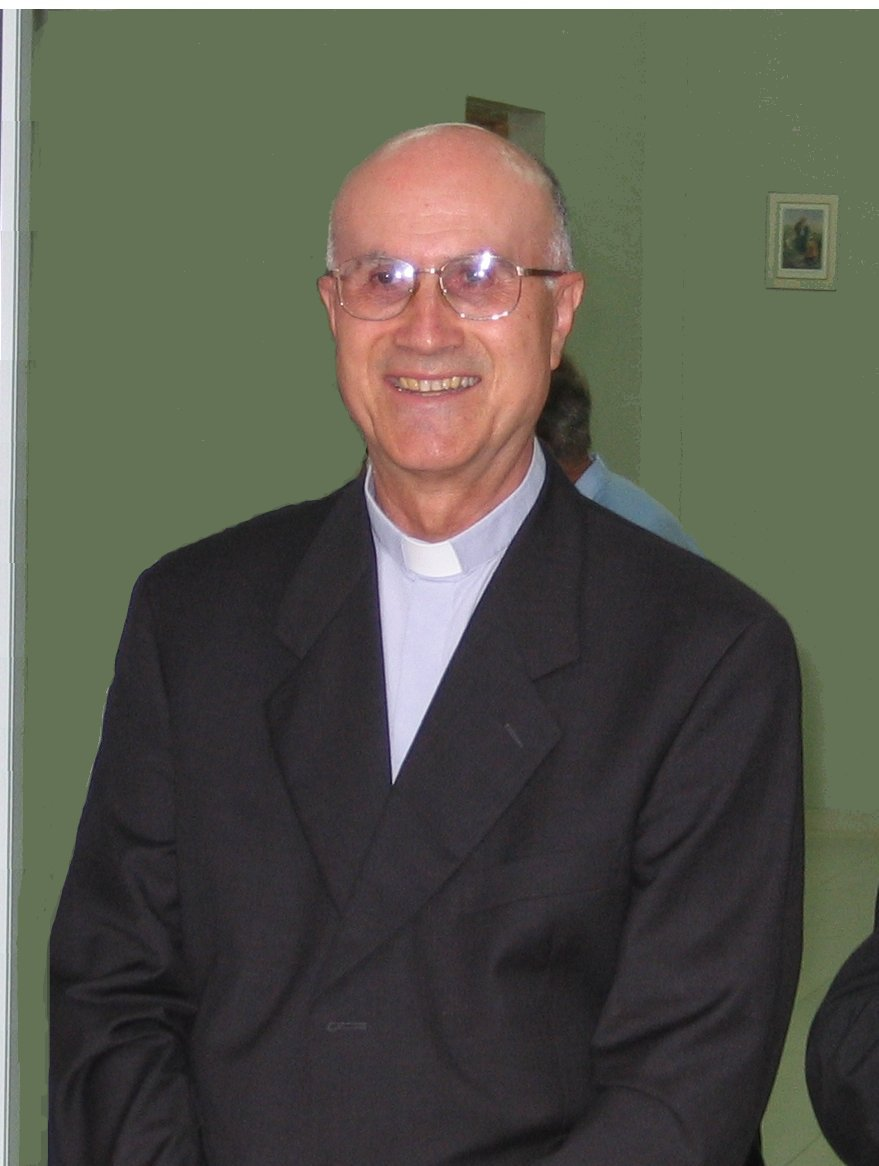
Kardinal Bertone 2004 als Erzbischof von Genua

Am 10. Dezember 2002 ernannte Papst Johannes Paul II. Tarcisio Bertone zum Erzbischof von Genua, einem der maßgeblichen Bischofssitze Italiens. Als Nachfolger von Dionigi Kardinal Tettamanzi, der auf den Erzbischofssitz von Mailand wechselte und Bertone in Genua enthusiastisch begrüßte, wurde er am 2. Februar 2003 in das Amt eingeführt. Als Metropolit des Erzbistums Genua mit sechs nachgeordneten Suffraganbistümern war Bertone für damals rund 690.000 Katholiken zuständig. Dem Kardinalskollegium gehört er seit dem 21. Oktober 2003 als Kardinalpriester mit der pro hac vice zur Titelkirche erhobenen Titeldiakonie Santa Maria Ausiliatrice in via Tuscolana an. Bertone blieb Mitglied der Glaubenskongregation und war als Berater auch weiter für sie tätig, allerdings nicht mehr in maßgeblicher Funktion. Als Erzbischof von Genua unternahm er zahlreiche Pilger- und Dienstreisen; dreimal begleitete er Diözesanwallfahrten ins Heilige Land; 2004 reiste er nach Coimbra, um sich mit der Fatima-Seherin Schwester Lucia zu treffen; und 2005 besuchte er genuesische Auswanderergemeinschaften in Peru und Argentinien, wo ihm die Ehrendoktorwürde der Universität Salta verliehen wurde. Ebenso unternahm er Anfang 2006 noch als Metropolit eine Pastoralreise nach Santo Domingo und Kuba, wo er neben zahlreichen kirchlichen Würdenträgern auch Fidel Castro begegnete. Bertone bemühte sich, Castro nach jahrzehntelanger Dialogverweigerung zu einer Begegnung mit dem kubanischen Episkopat zu bewegen, die im November desselben Jahres dann auch tatsächlich stattfand.
Als Erzbischof von Genua war Tarcisio Bertone von Amts wegen Vorstandsvorsitzender der beiden wichtigsten Krankenhauskomplexe der Region, der Ospedali Galliera und des Istituto Giannina Gaslini. Neben dem Wohltätigkeitswerk und der Förderung der Volksfrömmigkeit bildeten die Sorge für den deutlich überalterten Klerus der Diözese und der Kampf gegen den Priestermangel weitere Schwerpunkte seines Episkopats. Ende Mai 2004 leitete er die Begräbnisfeiern für den im Irak als erste westliche Geisel ermordeten italienischen Exsoldaten Fabrizio Quattrocchi (1968–2004) in der Kathedrale von Genua. Obwohl sich Bertone stets gegen den Irakkrieg ausgesprochen hatte, warnte er in der anschließenden innenpolitischen Diskussion vor den unabsehbaren Folgen eines überstürzten Abzugs der italienischen Verbände aus dem Land.
Beachtet wurde auch seine Stellungnahme zu den Plänen für den Bau einer Moschee in der Altstadt von Genua, über den in der Stadt seit Ende der 1990er Jahre gestritten wurde. Eine Äußerung Bertones Anfang Juni 2004 rief den Eindruck hervor, er habe sich mit dem offenen Brief von vier Priestern solidarisiert, die öffentlich gegen den geplanten Standort protestiert hatten. Nach späterer eigener Aussage befürwortete er den Bau aber grundsätzlich. Auch Bertones Nachfolger im Amt, Angelo Bagnasco, begegnete den Wünschen der muslimischen Gemeinden nach Angaben des Imams grundsätzlich aufgeschlossen. Der Streit hielt über das Ende des Episkopats Tarcisio Bertones in Genua an und spaltete den Klerus der Stadt tief. Zuletzt schlug Kardinal Bertone im Zusammenwirken mit dem Franziskanerorden einen weitab vom Stadtzentrum gelegenen Standort vor.

### Aufstieg zum mächtigsten Kurienkardinal

#### Papstwahl BenediktsXVI.

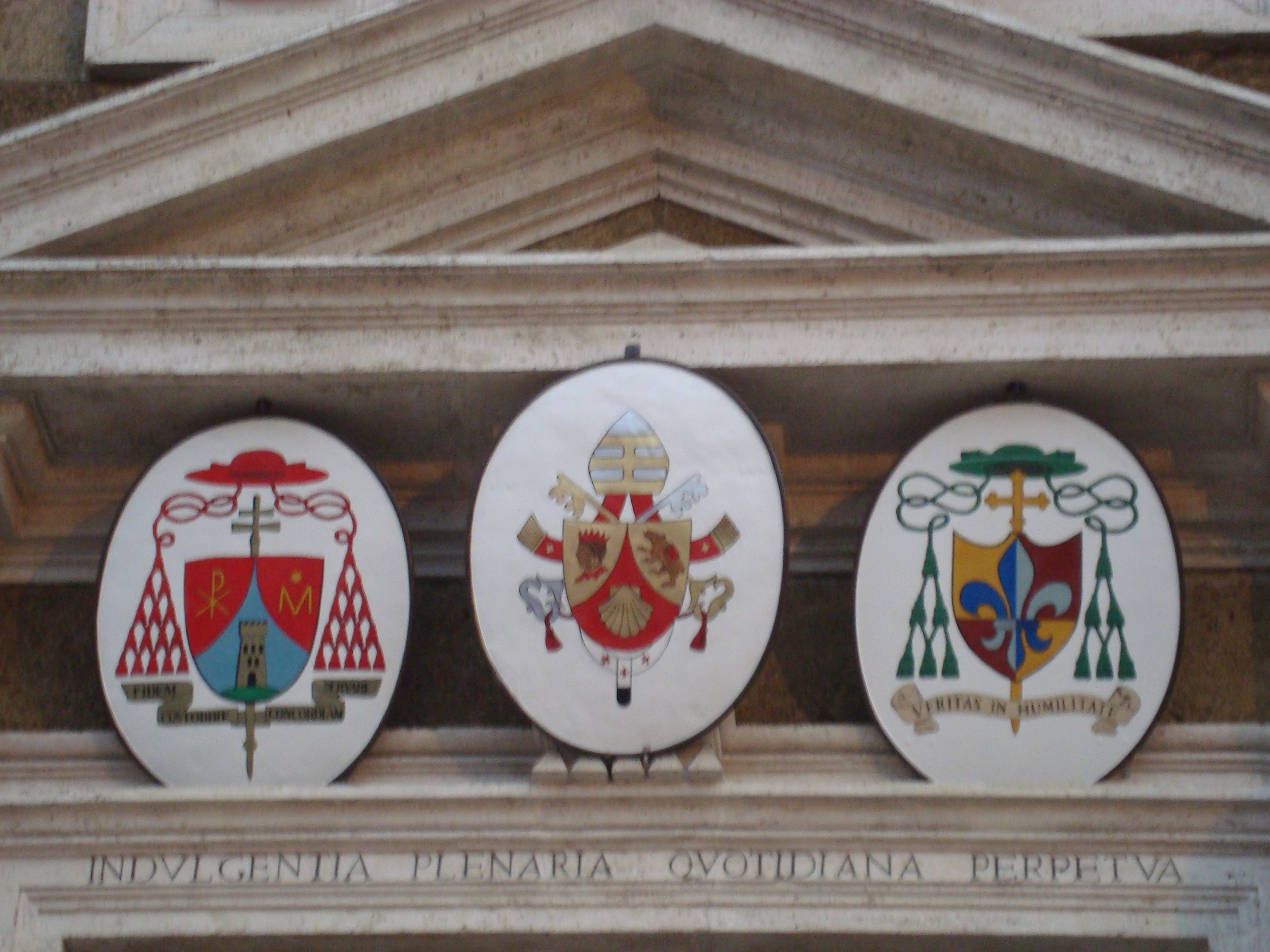
Kardinalswappen Bertones (links) neben dem Wappen Papst Benedikts XVI. (Mitte) am Portal der Kathedrale San Pietro in Frascati

Im Vatikan wurde Bertone als enger Vertrauter Joseph Ratzingers und Mann für heikle Aufgaben wahrgenommen. Er galt als volksnah und aufgeschlossen und wurde vor dem Konklave 2005 auch selbst als papabile betrachtet. Kardinal Bertone nahm an der Begräbnisfeier für Papst Johannes Paul II. teil und begab sich anschließend mit den wahlberechtigten Kardinälen in das kurze Konklave. Die Wahl seines langjährigen Chefs zum Papst kommentierte der Fußball-Fan Tarcisio Bertone mit seiner bekannten Bemerkung, die Kirche habe in Ratzinger „ihren Beckenbauer gefunden“. Im August 2005 begleitete Bertone den neu gewählten Papst Benedikt XVI. auf seiner Reise zum Weltjugendtag 2005 nach Köln.

#### Berufung Bertones
Am 24. Juni 2006 wurde offiziell bekannt, dass Benedikt seinen früheren Sekretär als Nachfolger von Angelo Sodano zum Kardinalstaatssekretär ernennen wollte. Ein Wechsel in dem Amt war lange erwartet worden; Bertones Wahl wurde als Bestätigung des kirchenpolitischen Kurses des Papstes aufgefasst, und der 71-jährige „lächelnde Kardinal“ („il cardinale del sorriso“) galt wegen seines extrovertierten Naturells als ideale Ergänzung für den eher zurückhaltenden Papst. Ende Juli empfing ihn der Papst in seinem Urlaubsdomizil Castel Gandolfo zur Besprechung der kommenden Termine, Personalentscheidungen und Reformen. Auch das Verhältnis zur orthodoxen Kirche und die laufenden Verhandlungen mit China wurden thematisiert. Die offizielle Ernennung folgte am 15. September 2006, gleichzeitig ernannte der Papst Erzbischof Dominique Mamberti zum neuen Sekretär für die Beziehungen mit den Staaten, Bertones Außenamtsleiter. Vatikanintern gewann das Staatssekretariat mit Bertones Berufung deutlich an Gewicht, gleichzeitig verlagerte sich sein Schwerpunkt von der vatikanischen Außenpolitik, die unter seinen Vorgängern im Vordergrund gestanden hatte, zur inneren Führung der Kurie und dem Aufbau der Kirche, der dem Papst vordringlicher schien als die diplomatischen Verflechtungen mit den Staaten. Am 4. April 2007 wurde Tarcisio Bertone in der Nachfolge des altersbedingt ausscheidenden Kardinals Eduardo Martínez Somalo auch zum Camerlengo (Kardinalkämmerer) bestellt. Die Vereidigung erfolgte am 7. Juli desselben Jahres. Am 10. Mai 2008 ernannte ihn Papst Benedikt XVI. zum Kardinalbischof von Frascati.

#### Kurienchef und Außenminister des Vatikans
Als Leiter des Staatssekretariats des Heiligen Stuhls nahm Kardinal Bertone die Position eines Regierungschefs im Vatikan und die zweithöchste Stellung hinter dem Papst ein.
1988 waren die Kompetenzen des vatikanischen Staatssekretariats von denen eines reinen Außenamtes zu einer übergeordneten Leitungsbehörde der Kurie erweitert worden. Die Funktion schloss daher nun auch die Zuständigkeit für Verwaltung und Finanzen ein. Tarcisio Kardinal Bertone bekleidete damit das bisher höchste Amt, das je ein Salesianer Don Boscos in der römisch-katholischen Weltkirche innehatte.

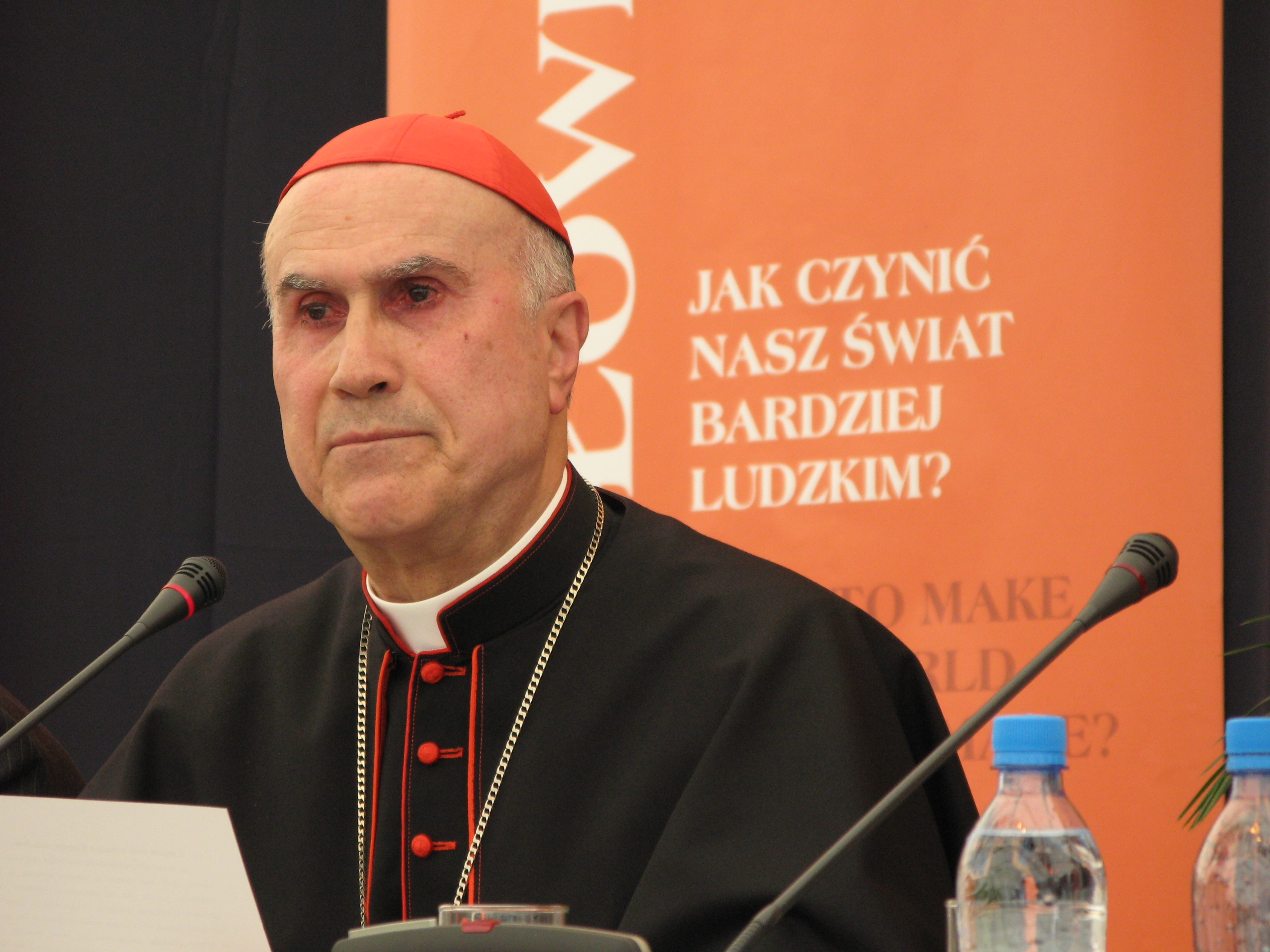
Kardinal Bertone in Polen (2007)

In dem diplomatisch brisanten Streit um die Reaktionen auf das Papstzitat von Regensburg zur Charakterisierung des Islam im Herbst 2006 stellte sich Bertone hinter Papst Benedikt XVI. und machte in einer schriftlichen Erklärung deutlich, dass dieser sich von dem in seinem Vortrag verwendeten Zitat klar distanziert hatte. Wenig später begleitete er den Papst auf dessen Türkei-Reise im November/Dezember 2006, die als sehr gelungen wahrgenommen wurde, und bezeichnete „den Fall Regensburg“ gegenüber Radio Vatikan anschließend als abgeschlossen. Am 31. März 2007 bestätigte Kardinal Bertone gegenüber der französischen Tageszeitung Le Figaro als erster Vatikanvertreter offiziös die bevorstehende Veröffentlichung des Motu proprio Summorum pontificum, mit dem Benedikt XVI. die Feier der sogenannten „tridentinische Messe“ als außerordentliche Form des römischen Ritus wiedereinführte. Tarcisio Bertone nahm an den Generalversammlungen aller römischen Bischofssynoden von 2008 bis 2012 teil.
International agierte Bertone als Leiter einer professionell organisierten Außenverwaltung des Vatikans, die sich routiniert mit Kernthemen vatikanischer Diplomatie wie Religionsfreiheit, Menschenrechte, Transparenz und Korruptionsbekämpfung befasst. Bei seinen Gesprächen mit dem damaligen US-Präsidenten George W. Bush im Juni 2007 in Washington wurden aktuelle politische Fragen in mehr als 15 verschiedenen Ländern weltweit angesprochen. Anders als unter Johannes Paul II. gehörte die Außenpolitik unter Benedikt XVI. nicht zu den persönlichen Betätigungsfeldern des Papstes, was der internationalen Rolle Bertones ein hohes Gewicht verlieh. 2008 reiste Bertone nochmals nach Kuba, nachdem dort der Machtwechsel zu Raúl Castro stattgefunden hatte. Im Vordergrund stand wie bei seinem Besuch zwei Jahre zuvor die Stabilisierung der Stellung der Kirche in dem kommunistischen Land.

#### Beziehungsnetz und Wirtschaftkontrolle
Intern hatte er von Beginn an mit Widerständen zu kämpfen, da er über keine diplomatische Erfahrung verfügte und anders als seine Vorgänger nicht von der renommierten Päpstlichen Diplomatenakademie stammte, deren Absolventen sich durch seine Ernennung übergangen fühlten. Sein Vorgänger im Amt, Angelo Kardinal Sodano, gehörte zu den schärfsten Bertone-Gegnern. Dennoch gelang es Bertone besonders in der ersten Hälfte seiner Amtszeit, viele Kuriale an sich zu binden und ein gut funktionierendes klientelistisches Netzwerk aufzubauen, um seinen Einfluss unter den zur Papstwahl berechtigten Kurienkardinälen zu erweitern.
Dabei zielte er besonders auf die Kontrolle über wirtschaftliche Schlüsselstellen im Vatikan, die er mit Vertrauensleuten besetzte. Sowohl die Güterverwaltung des Apostolischen Stuhls als auch die vatikanische Wirtschaftspräfektur konnte Bertone auf diese Weise unter seinen Einfluss bringen, noch ehe er im März 2008 seinen Vorgänger Angelo Sodano auch als Präsident der Kardinalskommission ablöste, welche die Vatikanbank IOR beaufsichtigt und der Bertone seit Oktober 2006 nach seiner Ernennung zum Staatssekretär angehörte. Damit waren über Jahre hinweg ohne Bertones Unterschrift keinerlei wirtschaftlich oder finanzpolitisch bedeutsame Entscheidungen im Vatikan möglich. Als IOR-Präsident wurde im Spätsommer 2009 Ettore Gotti Tedeschi engagiert, der als Mann mit besten Beziehungen zu Kardinal Bertone galt.

Unterschrift von Tarcisio Bertone

Im April 2008 brachte Bertone das sogenannte Project One (P1) auf den Weg, die Entwicklung einer einheitlichen IT-Plattform zur Verwaltung von Bilanz- und Wirtschaftsdaten im Vatikan.
Am 19. Juli 2009 besuchte Papst Benedikt XVI. Bertones Geburtsort Romano Canavese während seines Urlaubs, betete den Angelus in der dortigen Pfarrkirche und aß in Anwesenheit des Kardinalstaatssekretärs mit der Großfamilie Bertone in deren Familienanwesen zu Mittag.

### Konflikte und Gegner

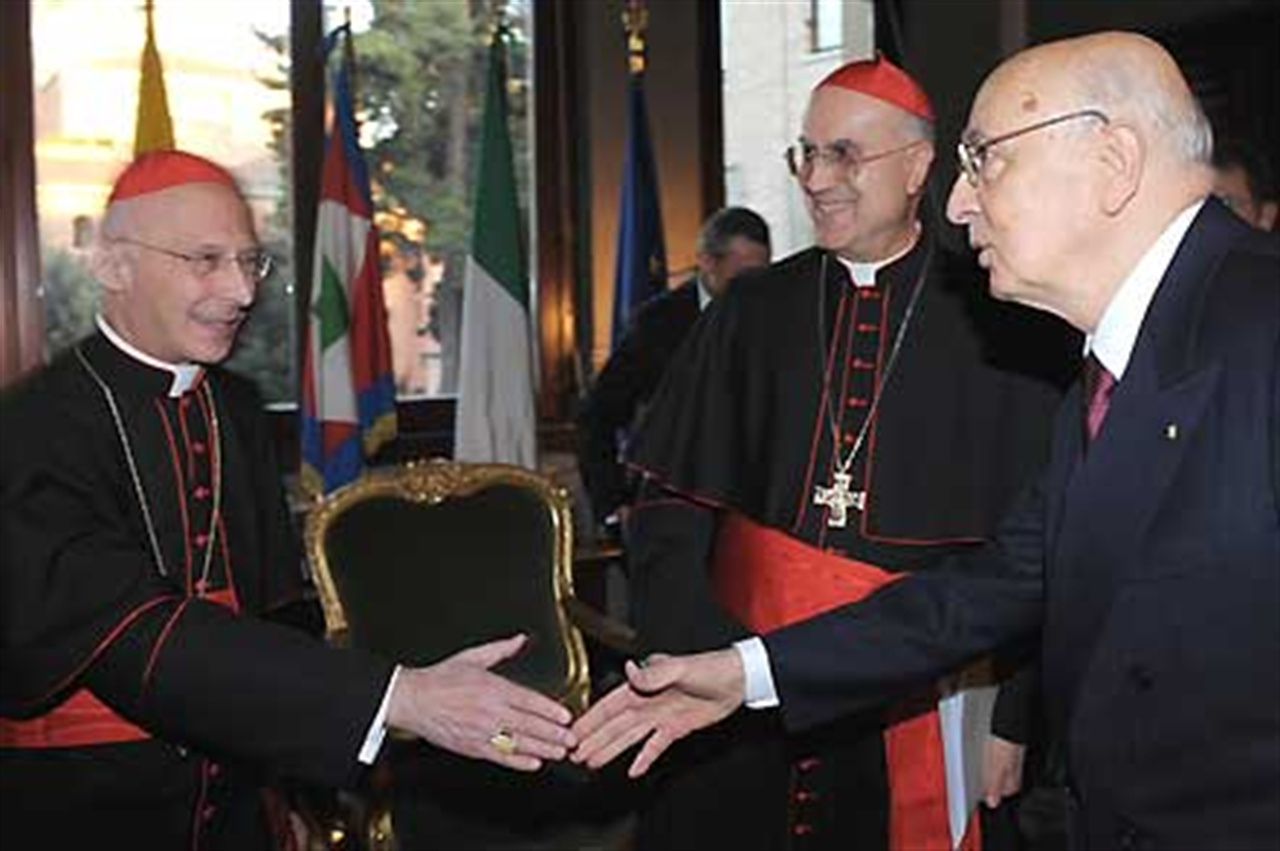
Kardinal Angelo Bagnasco von Genua und sein Vorgänger Bertone bei Staatspräsident Giorgio Napolitano (2008)

Ein weiteres Problemfeld seiner Amtsführung waren die Beziehungen zur italienischen Regierung und Innenpolitik, die ihrerseits durch die Kontroversen um den langjährigen Regierungschef Silvio Berlusconi geprägt war. Traditionell werden die vatikanischen Beziehungen zu Italien federführend von der italienischen Bischofskonferenz gestaltet, die mehrheitlich Berlusconi-kritisch eingestellt war. Bertone, dessen Netzwerk eng mit demjenigen Berlusconis verflochten war, erwuchs mit dem Vorsitzenden der Bischofskonferenz Angelo Kardinal Bagnasco ein weiterer starker innerkirchlicher Gegenspieler. Der Konflikt spitzte sich mit dem Rücktritt Berlusconis im November 2011 zu, als Bertone umschwenkte und seinerseits versuchte, im Konkurrenzkampf mit Bagnasco ein eigenes Einflussnetz in der Umgebung des neuen italienischen Ministerpräsidenten Mario Monti aufzubauen.
Auf beiden Schauplätzen, den Vatikanfinanzen und der italienischen Innenpolitik, kam es im Jahr 2011, als Bertone durch sein unglückliches Agieren in den Affären um die traditionalistische Piusbruderschaft und den Missbrauchsskandal bereits angeschlagen war, zu Zuspitzungen, die seine Gegner in der Kurie stärkten. Bereits 2010 hatte der Papst die Vatikanische Finanzinformationsbehörde errichtet, die Geldwäscheoperationen im Umfeld der Vatikanbank untersuchen sollte, dabei aber Bertones Weisungen unterstand. Nach der Entlassung von Ettore Gotti als IOR-Präsident, zu der Bertone dem Papst geraten haben soll, rückte das Opus Dei von ihm ab. Gotti, der dieser Vereinigung angehört, hatte bis dahin eng mit dem Kardinalstaatssekretär zusammengearbeitet, ein von Bertone betriebenes hochriskantes Investitionsvorhaben in diverse angeschlagene oder bankrotte Kliniken und Krankenhäuser in Mailand und Rom allerdings blockiert. Mehrere Opus-Dei-freundliche Kardinäle, darunter Camillo Ruini, Joachim Meisner und Christoph Schönborn, empfahlen dem Papst seit 2009 mehrfach die Absetzung Bertones.
Ebenfalls als Bertone-Gegner traten der Mailänder Erzbischof Angelo Kardinal Scola und in den letzten Jahren vor dem Papstwechsel zunehmend auch Erzbischof Mauro Piacenza hervor, wie Bertone ein Mitarbeiter Ratzingers, den der Papst 2007 zum Sekretär der Kleruskongregation ernannt und 2010 mit deren Leitung betraut und zum Kardinal erhoben hatte. Dessen Vertrauter, der aus Genua stammende Kuriendiplomat Ettore Balestrero, war von 2009 bis 2013 als Untersekretär für die internationalen Beziehungen der Vatikanbank zuständig und wurde vermutlich auf Betreiben von Bertones Unterstützern unmittelbar vor Benedikts Abdankung nach Kolumbien versetzt. Bertone war in den vorausgegangenen Jahren gegenüber dem Anliegen Benedikts XVI., für eine Reinigung und mehr Transparenz in der Bank zu sorgen, immer wieder als Bremser wahrgenommen worden.

### Positionen, Kritik, Kontroversen

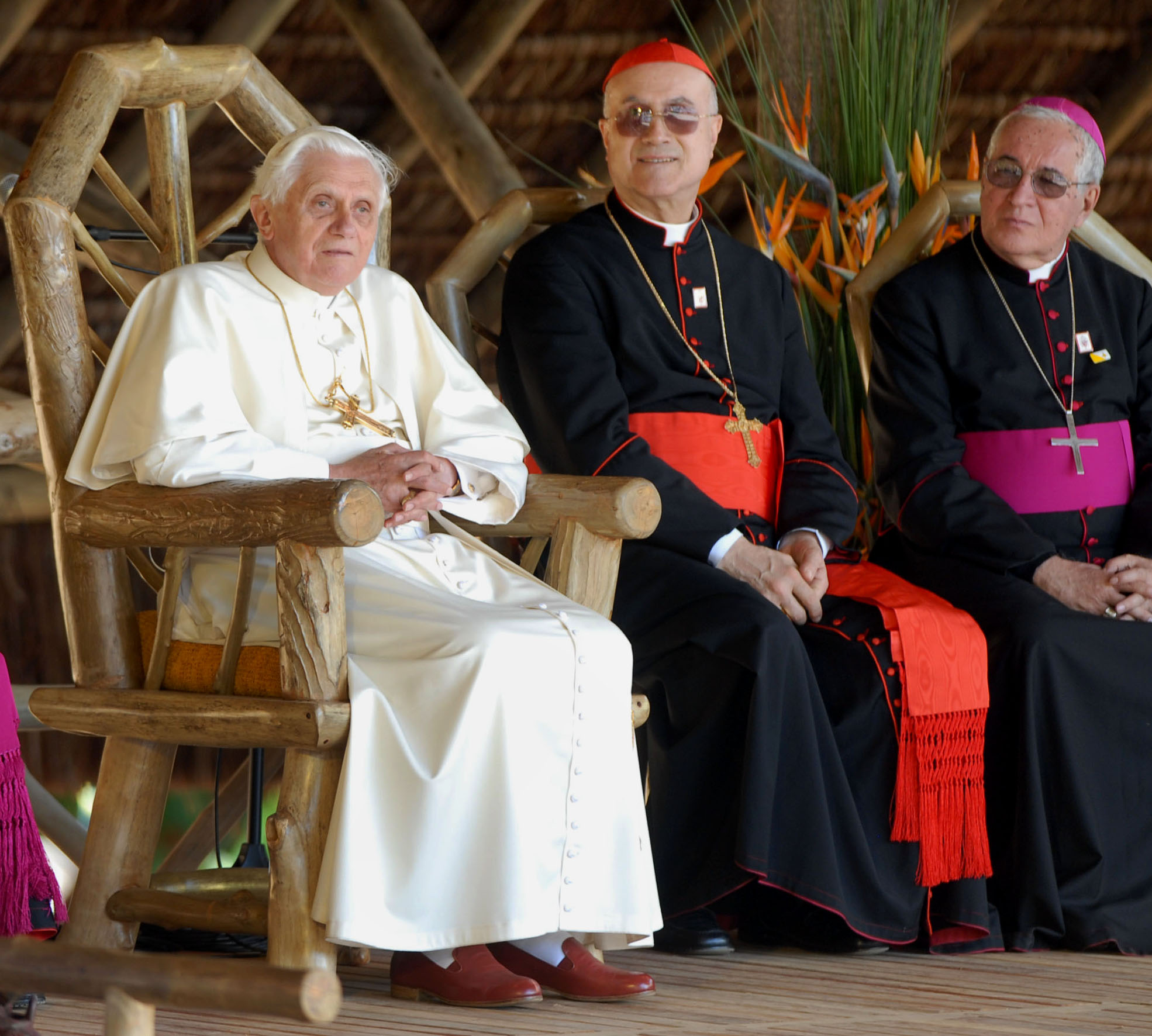
Tarcisio Bertone mit Papst Benedikt XVI. im Mai 2007 in Brasilien

#### Öffentliche Wahrnehmung
Obwohl Tarcisio Bertone vor den großen Vatikanskandalen der Jahre 2010 bis 2013 verhältnismäßig selten im Fokus der Weltöffentlichkeit stand und eher im Hintergrund agierte, fiel er verschiedentlich durch Positionierungen auf, die ein unmittelbares Medienecho auslösten. So stellte er am 5. Juni 2007 eine Biografie von Andrea Tornielli über Papst Pius XII. vor und sprach sich bei dieser Gelegenheit für eine Neubewertung der historischen Rolle dieses Papstes aus. Die gegen Pius XII. erhobenen Vorwürfe wegen seiner passiven Haltung angesichts des Holocaust bezeichnete er als „schwarze Legende“, die nur mühsam zu berichtigen sei. Schon früher hatte Bertone Literatur, die aus seiner Sicht das Bild der Kirche beschädigt, angeprangert und die Gläubigen z. B. vor Dan Browns Bestseller Sakrileg gewarnt. Ebenfalls noch als Erzbischof von Genua hatte er sich im Vorfeld eines in Italien im Frühsommer 2005 zu dieser Frage anstehenden Referendums wie alle italienischen Bischöfe strikt ablehnend zur Liberalisierung von künstlicher Befruchtung und Forschung an Embryonen geäußert, die „offensichtlich gegen das Gesetz von Christus“ verstießen. Von der internationalen Berichterstattung häufiger rezipiert wurden Bertones eher joviale oder witzige Äußerungen wie beispielsweise seine aus heutiger Sicht sexistische Bemerkung, das Klonen von Menschen sei für die katholische Kirche zwar nicht akzeptabel, im Fall von Sophia Loren könne er sich aber eine Ausnahme vorstellen. Bekannt war er außerdem als engagierter Fußballfan. Nach spektakulären Gewaltausbrüchen im italienischen Fußball und dem Mord an Gabriele Sandri im November 2007 wurde Bertones Mitarbeit in einer Kommission gefordert, um die Kirche in die Bekämpfung der Fangewalt einzubinden.

#### Lässiges Krisenmanagement
Kirchen- und kurienintern geriet Bertone vor allem wegen seines mangelhaften Krisenmanagements in die Kritik. Bekannt geworden ist die kritische Haltung des früheren Kölner Erzbischofs Joachim Kardinal Meisner gegenüber der Rolle, die Bertone in der Kurie unter dem mit Meisner befreundeten Benedikt XVI. spielte. Meisner berichtete in Interviews wiederholt davon, wie er Papst Benedikt während der Williamson-Affäre nach der Aufhebung der Exkommunikation der Bischöfe der traditionalistischen Priesterbruderschaft St. Pius X. im Januar 2009 dringend die Entlassung Bertones nahelegte, was der Papst aber strikt abgelehnt habe. Bertones Eigenmächtigkeit und betonte Lässigkeit im Umgang mit diesem Vorgang hatten den Papst in große Bedrängnis gebracht, da er von seinem Staatssekretär vor der Entscheidung offensichtlich nicht ausreichend und rechtzeitig über die gravierenden politischen Folgen einer Wiederaufnahme Williamsons, der als Holocaustleugner in Erscheinung getreten war, informiert wurde.
Am Karfreitag des Jahres 2009 zelebrierte Bertone in Anwesenheit von Premierminister Silvio Berlusconi und Staatspräsident Giorgio Napolitano die Totenmesse beim Staatsbegräbnis für über 200 Opfer des katastrophalen Erdbebens von L’Aquila in den italienischen Abruzzen. Der Feier war eine Sondergenehmigung des Papstes vorausgegangen, da Eucharistiefeiern am Karfreitag normalerweise nicht zelebriert werden dürfen. Dem kirchenrechtlich vorgeschriebenen Rücktrittsgesuch Kardinal Bertones zum 75. Geburtstag entsprach Benedikt XVI. nicht und bestätigte ihn am 15. Januar 2010 in seinen Ämtern. In diesem Zusammenhang stellte sich der Papst in einem offenen Brief, der von Radio Vatikan verbreitet wurde, demonstrativ hinter seinen Vertrauten und dankte ihm für die jahrzehntelange wertvolle Zusammenarbeit.

#### Enthüllungsberichte im Frühjahr 2010
Im Jahr 2010, als der Pontifikat Benedikts XVI. durch das Bekanntwerden zahlreicher Fälle von sexuellem Missbrauch durch katholische Priester besonders in Irland und in den USA in eine schwere Krise geriet, wurde bekannt, dass Bertone seit 1996 mit dem Fall Lawrence C. Murphy befasst gewesen war, einem pensionierten amerikanischen Priester, der zwischen 1950 und 1974 in einer Einrichtung in Wisconsin bis zu 200 gehörlose Kinder sexuell missbraucht hatte. Der Täter war 1998 verstorben, ohne strafrechtlich belangt worden zu sein. Amerikanische Opferanwälte hatten gerichtlich die Freigabe der Akten einer vor Murphys Tod beim Erzbistum Milwaukee gegen ihn geführten internen kirchlichen Untersuchung erzwungen und Dokumente daraus der New York Times zugeleitet. Die Zeitung berichtete daraufhin, Papst Benedikt sei im Rahmen seiner früheren Tätigkeit als Präfekt der Glaubenskongregation in Versuche verstrickt gewesen, den Fall zu vertuschen. Diese Berichterstattung führte zu schwersten Verstimmungen im Vatikan und einem heftigen Streit mit Vertretern der katholischen Kirche, darunter Angelo Sodano als Dekan des Kardinalskollegiums und der amtierende Präfekt der Glaubenskongregation und höchste Amerikaner im Vatikan, Kardinal William Levada. Die Auseinandersetzung zog vor allem in englischsprachigen Medien weitere Kreise und eskalierte bis hin zu der Forderung von Richard Dawkins, den Papst vor die internationale Strafgerichtsbarkeit zu ziehen.
Die deutsche Wochenzeitung Die Zeit erhielt ebenfalls Zugriff auf die Dokumente und veröffentlichte Ostern 2010 Protokolle aus einem Briefwechsel zwischen der Glaubenskongregation und dem für die Ermittlungen in den 1990er Jahren zuständigen Erzbischof von Milwaukee Rembert Weakland OSB. Daraus ging hervor, dass Tarcisio Bertone mit dem ermittelnden Erzbischof in Kontakt gestanden und die Untersuchungen verfolgt hatte. Die Enthüllung war brisant, weil Joseph Ratzinger der direkte Vorgesetzte Bertones bei der Glaubenskongregation gewesen war und Bertone ihm nach Ansicht der Autoren damals „den Skandal vom Halse zu schaffen“ versucht hatte. Während sich die Vorwürfe gegen Ratzinger auch nach Ansicht der ZEIT-Autoren als haltlos erwiesen und von kirchennahen Beobachtern als Kampagne bewertet wurden, wurde Bertone vorgeworfen, er habe den Fall seinerzeit „klein halten“ und eine Veröffentlichung der Vorgänge vermeiden wollen und deshalb die möglichst unauffällige Beendigung der Untersuchungen befürwortet. Den Antrag des Erzbischofs von Milwaukee, den damals todkranken Täter strafweise in den Laienstand zu versetzen, hatte Bertone als zuständiger Mitarbeiter der Glaubenskongregation nach anfänglichem Schwanken 1998 abgelehnt. Kritiker der Enthüllungsberichte wiesen darauf hin, dass die von Ratzinger und Bertone geleitete Glaubenskongregation zu dieser Zeit noch gar nicht für die spezifische Verfolgung derartiger Fälle zuständig war, sondern erst im Jahr 2001 von Papst Johannes Paul II. mit der kirchlichen Untersuchung und Ahndung von Sexualvergehen im Klerus betraut wurde und dann eine Nulltoleranzpolitik bewiesen hätte. Letztlich entsprach das Verhalten Bertones 1998 den damaligen Usancen und Rechtsbestimmungen, wurde aber 2010 im Rückblick als Vertuschung empfunden. Erst im Zuge der großen Missbrauchsskandale in den USA ab 2002 änderte der Vatikan die Richtlinien und setzte auf härtere Strafmaßnahmen, die dann auch regelmäßig Entlassungen aus dem Klerikerstand umfassten. Zu dieser Zeit gehörte Bertone aber schon nicht mehr zum Kader der Behörde. Würdenträger aus der Kurie erklärten der ZEIT, Bertone habe die künftigen Entwicklungen seinerzeit falsch eingeschätzt, die Fehleinschätzung vor zwölf Jahren gefährde sein aktuelles Amt aber nicht.
Ebenfalls im Zusammenhang mit den bekannt gewordenen Fällen von Kindesmissbrauch durch Kleriker stieß im Frühjahr 2010 eine Äußerung Bertones auf breite, z. T. scharfe Kritik, wonach Pädophilie und Homosexualität miteinander in einem Zusammenhang stünden. Die Aussage wurde unter anderem vom deutschen LSVD und vom französischen Außenamtssprecher Bernard Valero kritisiert, der die Herstellung eines Zusammenhangs zwischen gleichgeschlechtlicher Liebe und Kindesmissbrauch als „nicht hinnehmbar“ bezeichnete. Im Juni desselben Jahres kritisierte Bertone die neunstündige Festsetzung der Bischöfe Belgiens ohne Essen und Trinken durch die belgische Polizei bei einer Razzia im Rahmen von Missbrauchsermittlungen als „unerhört“ und erklärte, ein solches Vorgehen der Behörden habe es „nicht einmal in den kommunistischen Regimen“ gegeben.

### Niedergang

Wappen des Kardinalkämmerers Tarcisio Bertone während der Sedisvakanz 2013

Ungeachtet der eigenen Exponierung bemühte sich Bertone im April 2010, die schwierige Situation Benedikts nach dem Bekanntwerden der Missbrauchsfälle in der Öffentlichkeit verständlich zu machen. Fast anderthalb Jahre später geriet er erneut in den Fokus der Aufmerksamkeit und sah sich abermals Anwürfen gegenüber, durch unglückliches Agieren das Bild des Papstes beschädigt zu haben. Damals begann die „Vatileaks“-Affäre, ausgelöst durch Veröffentlichungen vertraulicher päpstlicher Dokumente im Anschluss an ein anonymes Drohschreiben aus dem Sommer 2011, das dunkle Warnungen an Bertones Adresse enthielt, von diesem aber nicht ernst genommen und ohne zusätzliche Maßnahmen an die Vatikanische Gendarmerie weitergegeben wurde. Wegen des desaströsen Verlaufs der Affäre und der Hilflosigkeit der Verantwortlichen wurde Bertone intern sehr stark kritisiert; nach Presseberichten bezeichnete man ihn innerhalb des Vatikans offen als „unfähig“.
Neben übersteigertem Selbstdarstellungsdrang und den Pannen in Kommunikation und Verwaltung warfen ihm seine Kritiker einen autoritären Führungsstil und zu enge Beziehungen zur Politik vor. 2012 geriet der Kardinalstaatssekretär auch in Kompetenzstreitigkeiten mit dem Präfekten der Glaubenskongregation Gerhard Ludwig Müller, der sich durch die Entscheidung Bertones, der Päpstlichen Katholischen Universität von Lima die Titel „päpstlich“ und „katholisch“ zu entziehen, in seiner Zuständigkeit für Glaubensfragen übergangen sah und nachträglich Position gegen die Interessen des Kardinals von Lima bezog, Juan Luis Cipriani, den Bertone vorbehaltlos unterstützt hatte.
Sein eigentliches Aufgabenfeld, die vatikanische Außenpolitik, schien Bertone indessen zu vernachlässigen. So befanden sich die Beziehungen des Vatikans zur Volksrepublik China auf einem Tiefpunkt, der Streit mit der Regierung von Irland über den Umgang mit den Missbrauchsfällen, die Zulassung gleichgeschlechtlicher Lebenspartnerschaften und die Stellung der Kirche in dem sehr stark katholisch geprägten Land eskalierte zusehends, und in den weltweiten Finanz-, Wirtschafts- und Schuldenkrisen seit 2007 schien eine überzeugende Antwort der Kirche auszubleiben.
Kritik an dem damals 77-jährigen Kardinalstaatssekretär Bertone wurde Vatikanbeobachtern zufolge in der Schlussphase des Pontifikats Benedikts XVI. in Kurienkreisen regelrecht zum Gemeinplatz. Er selbst ließ sich davon allerdings wenig beeindrucken und verhielt sich in den Augen der Kritiker weiter wie ein „zweiter Papst“, zumal sein Beziehungsnetzwerk intakt blieb und Benedikt, der vor allem Bertones Loyalität schätzte und erwiderte, sich erneut demonstrativ hinter ihn stellte. Allerdings befürchteten einige Journalisten zu dieser Zeit, Bertones umstrittene Amtsführung könnte im Rückblick auf das Ansehen Benedikts abfärben: „In zehn Jahren wird man bei einem Rückblick auf diesen Papst sagen: Bertone war ein Schwachpunkt des Pontifikats.“ Nach dem Rücktritt Papst Benedikts XVI. führte Kardinal Bertone als Camerlengo die Amtsgeschäfte und nahm am Konklave 2013 teil. Bereits vor der Neuwahl des Papstes hielten Beobachter das Ende seiner Zeit als einflussreichste Gestalt an der Kurie, wo seine Feinde zu zahlreich geworden waren, nun für absehbar. Zuletzt hatte ihm Papst Benedikt im Dezember 2012 im Zuge der Aufarbeitung von Missständen der vatikanischen Finanzverwaltung die Letztzuständigkeit für Kooperationen mit internationalen Geldwäscheuntersuchungsstellen entzogen, was im Nachhinein als erster Schritt zu seiner Entmachtung gewertet wurde.
Wiewohl man ihm kaum mehr eigene Wahlchancen einräumte, blieb Kardinal Bertone im Konklave 2013 eine belangreiche Gestalt und wurde als Anführer der Fraktion der „Bertonianer“ wahrgenommen, einer Gruppe von Benedikt XVI. ernannter Kardinäle – darunter Antonio Maria Vegliò, Giuseppe Versaldi und Giuseppe Bertello –, die ungebrochen zu Bertone hielten und seinen Rivalen Sodano bekämpften. Nach der Wahl von Papst Franziskus galt Bertone faktisch als einflusslos, übte das Amt des Kardinalstaatssekretärs aber zunächst weiter aus und begleitete den Papst auch auf seiner ersten Auslandsreise nach Brasilien anlässlich des Weltjugendtags in Rio de Janeiro. Nach seinem vom Papst angenommenen Rücktrittsgesuch vom 31. August 2013 blieb er noch bis zum 15. Oktober 2013 kommissarisch im Amt. Kardinal Bertones Nachfolger im Staatssekretariat wurde der Diplomat Erzbischof Pietro Parolin. Im Januar 2014 besetzte der Papst auch die Kardinalskommission des IOR fast komplett neu und beließ nur den französischen Kurienkardinal Jean-Louis Tauran im Amt, der innerhalb der Kommission als Bertone-Kritiker gegolten hatte, während der seit 2008 mächtigste Kontrolleur das IOR-Aufsichtsorgan verlassen musste. Nach seiner Abberufung sagte Bertone, er sei Opfer von „Maulwürfen und Schlangen“ im Vatikan geworden. Für Aufsehen sorgten Presseberichte über riesige Finanzlöcher, die Bertones riskante Finanzgeschäfte und Fehlspekulationen sowohl bei der Vatikanbank als auch bei seinem Orden, den Salesianern, hinterlassen hatten. Angebliche Ermittlungen gegen ihn wurden indes nicht bestätigt. Seit 2014 geriet er durch den Skandal um den Umbau seines Apartments nachhaltig ins Gerede. Anfang Dezember 2014 schied Bertone zu seinem 80. Geburtstag aus allen noch verbliebenen Ämtern aus. Am 20. Dezember 2014 wurde Kardinal Tauran auch zu Bertones Nachfolger als Camerlengo ernannt.

### Skandal um den Altersruhesitz

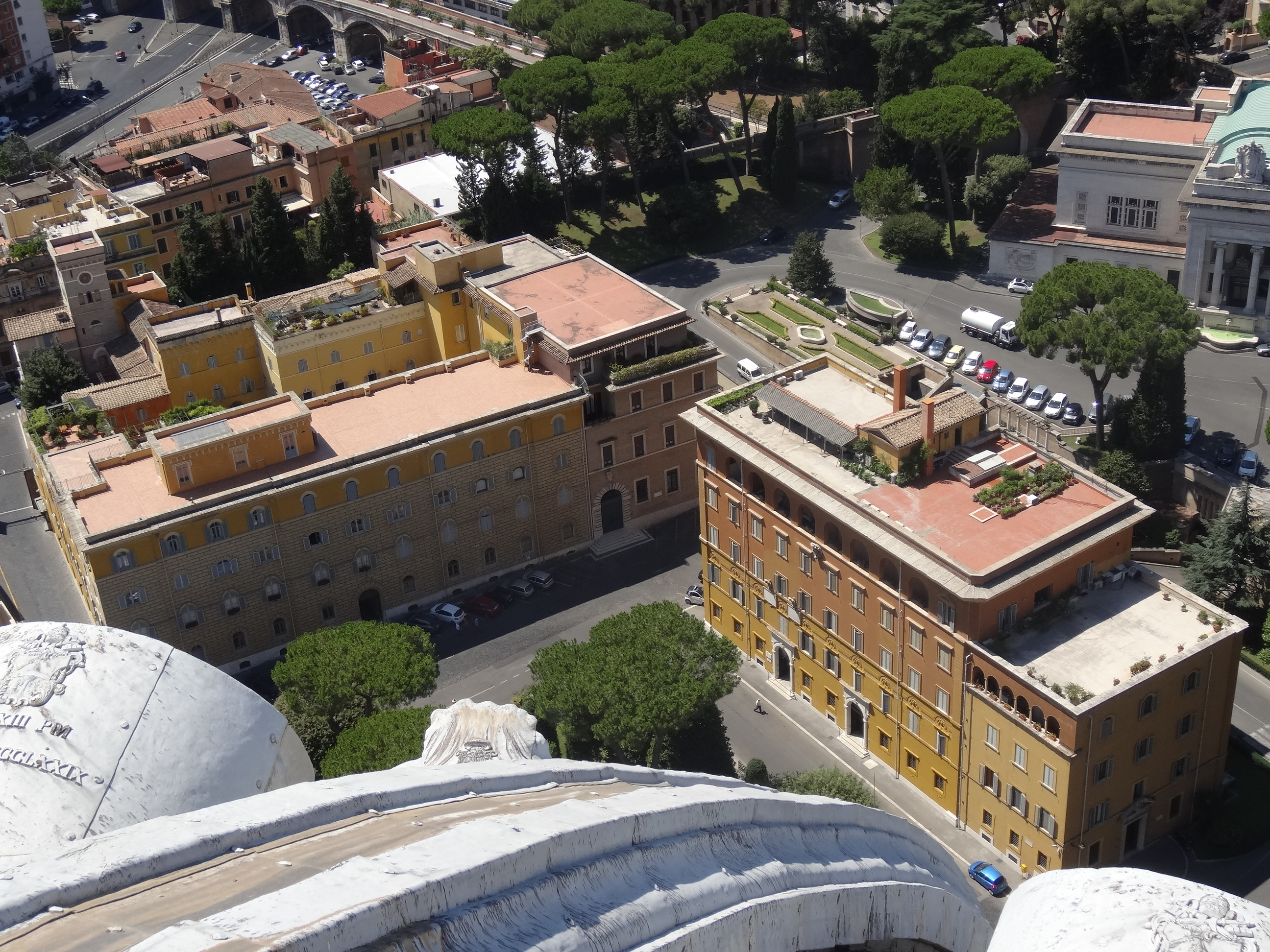
Blick von der Kuppel des Petersdoms auf den Palazzo San Carlo (linkes Gebäude), aufgenommen 2016 mit renovierter Terrasse
Unmittelbar links von dem Haus auf der anderen Straßenseite (nicht im Bild) liegt das Gästehaus Santa Marta, in dem Papst Franziskus während seines Pontifikates residierte.

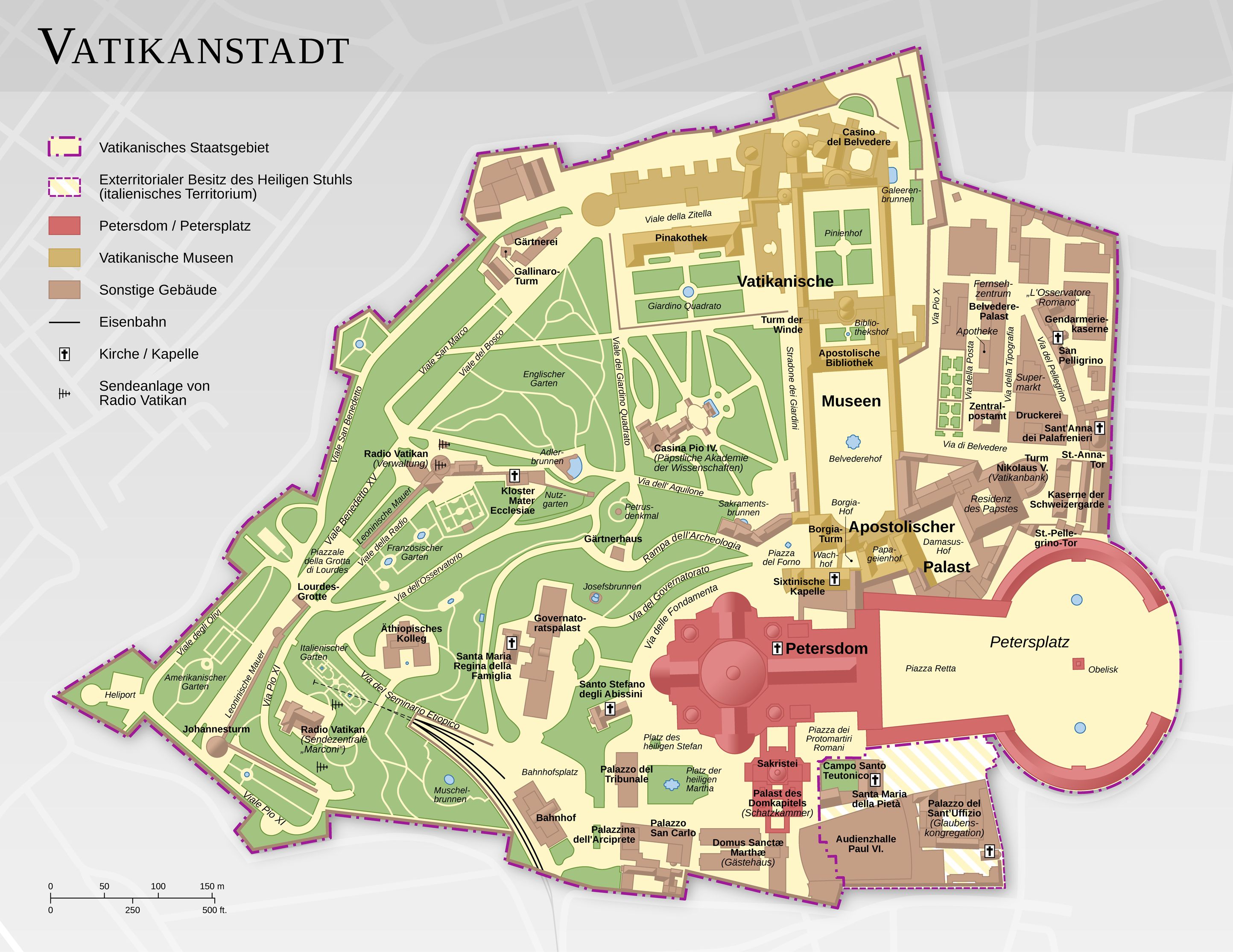
Karte des Vatikans. Ganz unten in der Mitte der Palazzo San Carlo und das Haus des Erzpriesters

Nach seinem Abschied wurde im April 2014 bekannt, dass er seinen Ruhesitz in einer eigens für ihn umgebauten 600-m²-Wohnung im Vatikan mit großer Dachterrasse beziehen würde. Eigenen, von der italienischen Presse allerdings bestrittenen Angaben Bertones zufolge soll die Wohnung nur 350 m² groß sein, nach anderen Quellen gab er 296 m² an. Später sprach ein Anwalt Bertones auch von einer „Bruchbude“ und „Mini-Wohnung von 150 m²“. Tatsächlich soll es sich bei dem nach Bertones Angaben in schlechtem Zustand übernommenen Penthouse im Palazzo San Carlo, einem Mehrparteienblock im Stadtzentrum, in dem noch weitere Prälaten und Vatikanbedienstete wohnen, um zwei zusammenhängende Wohnungen handeln, von denen die größere etwa 300–425 m² und die kleinere um 200 m² groß ist, hinzu kommt die etwa 100 m² große Dachterrasse. Wie Bertone und seine Bediensteten oder Mitbewohner den Komplex nutzen oder unter sich aufteilen, ist im Einzelnen nicht bekannt. Nach Angaben in Bertones Autobiografie bietet das Penthouse im dritten Stock des Baus unter anderem Platz für seine Bibliothek, ein Büro und eine Kapelle sowie für die Wohnung der Schwesterngemeinschaft, die ihm den Haushalt führt. Die ursprüngliche Absicht des Kardinals, seine Wohnung für wohltätige Fundraising-Veranstaltungen mit potenten Spendern zur Verfügung zu stellen, konnte er nach dem Regierungswechsel im Vatikan mangels Bedarf und Interesse an solchen Veranstaltungen nicht weiter verfolgen.
Die Affäre weitete sich in den folgenden Jahren zu einem Finanzskandal aus, da der Umbau der Wohnungen mit zweckentfremdeten Spendengeldern finanziert worden war. Bertone zahlte im März 2016 freiwillig 150.000 Euro zurück. Ehemalige leitende Funktionäre der Eigentümerstiftung der vatikanischen Kinderklinik Bambino Gesù wurden im Zusammenhang mit dem Skandal von den vatikanischen Strafverfolgungsbehörden angeklagt, ein Angeklagter wurde im Oktober 2017 zu einer Freiheitsstrafe von einem Jahr auf Bewährung, 5.000 Euro Geldstrafe sowie einem fünfjährigen Verbot der Übernahme öffentlicher Ämter verurteilt. Obwohl gegen Bertone selbst nichts vorliegt und er zu keinem Zeitpunkt als Beschuldigter galt, kristallisierte sich nach Ansicht von Prozessbeobachtern im Verfahrensverlauf seine maßgebliche Rolle bei der Einfädelung und Umsetzung der illegalen Finanzierung heraus. Er selbst hatte zuvor bestritten, von den Geldflüssen gewusst bzw. diese autorisiert zu haben. Insgesamt sollen nach heutigem Kenntnisstand Mittel der Kinderklinik in Höhe von 422.055,16 Euro für den Ausbau der Wohnung, deren Eigentümer das Governatorat der Vatikanstadt ist, verwendet worden sein. Bertone selbst will weitere rund 300.000 Euro beigesteuert haben. Die Gesamtkosten, die nach Erkenntnissen des italienischen Investigativjournalisten Emiliano Fittipaldi dem in London ansässigen Unternehmen eines mit Bertone befreundeten, insolventen italienischen Bauunternehmers zugutekamen, betrugen 792.544 Euro. Kardinal Bertone und der betroffene Bauunternehmer wurden von dem vatikanischen Gericht nicht befragt oder vorgeladen. Dem Kinderkrankenhaus verbleibt nach Auskunft der neuen Leitung ein Schaden von 328.000 Euro.
Beobachter bewerten die Tatsache, dass der Fall überhaupt ein gerichtliches Nachspiel hatte, schon als beachtlichen Schritt und Symptom eines Stilwechsels im Vatikan gegenüber der Ära Bertone. Auch die Debatte über die Wohnverhältnisse und den Lebensstil von Kurienkardinälen und hohen Würdenträgern in Rom, die der Fall Bertone ausgelöst hat, sei noch nicht beendet. Ein spektakulärer Parallelfall, in dem ein sizilianischer Bischof, der insgesamt drei Millionen Euro veruntreut haben soll, 2008 das Geld eines Diözesanwerks für psychisch kranke Kinder für den Kauf einer 800.000 Euro teuren Privatresidenz in Rom entwendet hatte, wurde ebenfalls im Oktober 2017 durch Ermittlungen der sizilianischen Staatsanwaltschaft bekannt. Der Bischof war im Jahr 2012 von Papst Benedikt XVI. wegen finanzieller Unregelmäßigkeiten seines Amtes enthoben worden. Parallelen wurden Ende 2017 auch angesichts der wiederum von Emiliano Fittipaldi veröffentlichten Berichte über Kardinal Maradiaga gezogen, dem angebliche finanzielle Unregelmäßigkeiten unterstellt wurden. Maradiaga gehört ebenfalls dem Salesianerorden an und wird wie seinerzeit auch Tarcisio Bertone zu den maßgeblichen Beratern und engsten Vertrauten des amtierenden Papstes gerechnet. Das im Februar 2018 erlassene Motu proprio Imparare a congedarsi („Lernt Abschied zu nehmen“) von Papst Franziskus, mit dem dieser die emeritierten Bischöfe und Kurialen zu einem einfachen Lebensstil ermahnt, wurde von Vatikanbeobachtern in direktem Zusammenhang mit den Skandalen um Männer wie Bertone gesehen. In der Berichterstattung zu dem Papsterlass wurde auch bekannt, dass Kardinal Bertone noch nach seiner Entlassung Eskorten der italienischen Polizei in Anspruch nahm, wenn er sich in Rom und Umgebung bewegte.

### Sonstiges
Bertone spricht neben seiner Muttersprache Italienisch auch Französisch, Deutsch, Spanisch und Portugiesisch und kann neben Lateinisch auch Englisch lesen.
Tarcisio Bertones Hobbys sind nach Aussage seiner Schwester Mariuccia Pilze sammeln und Fahrrad fahren. Außerdem ist er ein großer Fan von Juventus Turin, bei deren Spielen er auch schon Gastauftritte hatte, so etwa im Januar 2004 im Genueser Marassi-Stadion als Livekommentator für das Lokalradio bei einem Heimspiel von Sampdoria Genua gegen seinen Lieblingsclub. Den seit 2007 ausgetragenen, von Bertone ersonnenen Clericus Cup, einen Fußballwettbewerb für römische Priester und Ordensmänner, verfolgte er anfänglich mit großem Interesse, bis er dafür kritisiert wurde und seine Präsenz in der Folge nachließ. Auch die Idee, eine Vatikanmannschaft zu den Fußball-Weltmeisterschaften zu entsenden, wird ihm häufig nachgesagt, war aber nur in der Zeit unmittelbar nach seiner Ernennung zum Staatssekretär bis zur Jahreswende 2006/2007 kurzzeitig ein ernsthaftes Thema in den Medien.
Legendär war zu seiner Zeit als Kardinalstaatssekretär das Sportwagenmodell eines roten Ferrari Enzo in Bertones Empfangszimmer im Apostolischen Palast. Das Modellauto, dessen Bedeutung für die vatikanische Diplomatie von Insidern hoch eingeschätzt wurde, diente als Eisbrecher für die Gesprächsaufnahme zwischen Gastgeber und Gast. Tarcisio Bertone ist erklärter Anhänger der Scuderia Ferrari und wurde am 22. Januar 2012 in Maranello von Luca di Montezemolo zur privaten Vorführung eines Prototyps des offiziell noch nicht präsentierten neuen Rennwagens Ferrari F2012 empfangen.
Am 22. September 2012 empfing Kardinal Bertone aus den Händen des spanischen Königs Juan Carlos I. im Beisein des Grafen Javier Godó im Kloster von Pedralbes den IV. Premio Internacional Conde de Barcelona, einen zu Ehren des Vaters von Juan Carlos, des Grafen von Barcelona, gestifteten Kulturpreis, der von der Fundación Conde de Barcelona verliehen wird, einer 1996 von der katalanischen Tageszeitung La Vanguardia und der Grupo Godó errichteten spanischen Stiftung für Wissenschaft und Kultur. Vorherige Preisträger waren die New York Times (2003), die Internationale Rotkreuz- und Rothalbmond-Bewegung (2004) und EU-Kommissionspräsident José Manuel Barroso (2007).
Im März 2018 erschien in Italien unter dem Titel I miei papi („Meine Päpste“) die mit Spannung erwartete Autobiografie von Tarcisio Bertone, zu der Kardinal Gianfranco Ravasi das Vorwort verfasste. Bertone beschreibt darin seine Erinnerungen an die Päpste seiner Lebenszeit von Pius XII. bis Papst Franziskus. Das Buch enthält unter anderem zeitgeschichtlich beachtliche Aussagen über den Zeitpunkt, zu dem Papst Benedikt XVI. begann, über seinen Rücktritt nachzudenken. Bezüglich des Medienskandals um seinen Altersruhesitz behauptet Bertone in dem Buch, die Renovierung sei mit Papst Franziskus abgestimmt gewesen, von dem er „neben vollem Einverständnis auch manchen guten Ratschlag“ erhalten habe.

## Mitgliedschaften in der römischen Kurie
Tarcisio Bertone war bis Ende 2014 Mitglied der folgenden Kongregationen der Kurie:
- Kongregation für die Glaubenslehre
- Kongregation für den Klerus (bis Juni 2014)[109]
- Kongregation für den Gottesdienst und die Sakramentenordnung
- Kongregation für die orientalischen Kirchen
- Kongregation für die Bischöfe (bestätigt 2013)
- Kongregation für die Evangelisierung der Völker
- Präsident der Kardinalskommission zur Beaufsichtigung des Istituto per le Opere di Religione (Mitglied seit Oktober 2006, Präsident ab März 2008,[37] bestätigt 2013,[110] abberufen am 15. Januar 2014[68])

## Auszeichnungen und Ehrungen
- Aufnahme in den Ritterorden vom Heiligen Grab zu Jerusalem (2003); Ernennung zum Kollarritter (2009)[111]
- Ehrendoktorwürde in Erziehungswissenschaften der Katholischen Universität Salta (Argentinien) (2005)[112]
- Großkreuz des Verdienstordens der Italienischen Republik (2006)
- Medalla de Oro de Santo Toribio de Mogrovejo (Peru, 2007)
- Collane des Sterns von Rumänien (2008)
- Orden des Fürsten Jaroslaw des Weisen I. Klasse (2008)
- Ehrendoktorwürde in Rechtswissenschaften der Katholischen Universität Lublin Johannes Paul II. (2009)
- Großkreuz des Verdienstordens der Republik Polen (2010)
- Großkreuz des Ordens des Heiligen Jakob vom Schwert (2010)
- Ehrendoktorwürde in Rechtswissenschaften der Universität „Magna Graecia“ Catanzaro (2012)
- IV. Internationaler Preis Graf von Barcelona (2012)

## Schriften (Auswahl)
- Vita cristiana secondo giustizia: trattato di teologia morale. Appunti di studio. Päpstliches Athenaeum Salesianum, Rom 1968
(Lehrbuchwerk zum Gerechtigkeitstraktat der Moraltheologie).
- mit Gustave Leclerc, Giancarlo Milanesi, Vincenzo Polizzi, Enrico Quarello: Discussione sull’aborto. Sonderheft der Ordenszeitschrift Salesianum (01/1975), Libreria Ateneo Salesiano (LAS), Rom 1975
(Themenheft zur Abtreibungsdiskussion mit Beiträgen salesianischer Theologen).
- Il governo della Chiesa nel pensiero di Benedetto XIV (1740–1758) (= Biblioteca di Scienze Religiose, Band 21). LAS, Rom 1977 (Erstdruck 1970, Dissertation).
- Il rapporto giuridico tra Chiesa e Comunità politica. In: Gruppo Italiano Docenti di Diritto Canonico (Hrsg.): Il Diritto nel mistero della Chiesa. Band 4: Diritto Patrimoniale – Tutela della comunione e diritti – Chiesa e Comunità politica (= Quaderni di Apollinaris, 4). Libreria Editrice Lateranense, Rom 1980, S. 295–430 und 448–492 (Abhandlung zum Verhältnis von Kirche und politischem Gemeinwesen in einem mehrbändigen kanonistischen Darstellungswerk).
- (Hrsg.) mit Agostino Severgnini: La famiglia e i suoi diritti nella comunità civile e religiosa. Tagungsband zum VI. Kirchenrechtlichen Kolloquium (Rom 24. bis 26. April 1986). Libreria Editrice Vaticana / Libreria Editrice Lateranense, Rom 1987
(Tagungsthema: „Die Rechte der Familie in Zivilgesellschaft und Religionsgemeinschaft“).
- (Hrsg.) Codice di diritto canonico. Testo ufficiale e versione italiana sotto il patrocinio della Pontificia Università Lateranense e della Pontificia Università Salesiana. Unione Editori Cattolici Italiani, Rom 1983, 2. Auflage 1997
(amtlicher Text und autorisierte italienische Übersetzung des CIC 1983).
- mit Giuseppe De Carli (1952–2010): L’ultima veggente di Fatima („Die letzte Seherin von Fatima“). Rizzoli, Mailand 2007.[113]
Deutsch: Die Seherin von Fatima. Meine Gespräche mit Schwester Lucia. Mit einem Vorwort von Papst Benedikt XVI. Heyne Verlag, München 2009, ISBN 978-3-453-64520-2.
- mit Vincenzo Buonomo (Hrsg.): La diplomazia pontificia in un mondo globalizzato. Mit einem Vorwort von Papst Franziskus. Libreria Editrice Vaticana, Rom 2013, ISBN 978-88-209-9162-3.
- I miei papi. Editrice Elledici, Turin 2018, ISBN 978-88-01-06440-7 (Autobiografie).